# Elemento circuitale
Nella teoria dei circuiti un elemento circuitale è il modello matematico di un componente elettrico. Tra gli elementi circuitali fondamentali figurano il resistore, il condensatore e l'induttore. Ogni circuito elettrico può essere rappresentato e analizzato sotto forma di collegamenti tra componenti multipli; se il componente corrisponde grosso modo anche al dispositivo fisico reale, la rappresentazione costituisce uno schema elettrico a parametri concentrati. In altri casi, come ad esempio per modellare le linee trasmissive i componenti rappresentano elementi infinitesimali (schema a parametri distribuiti). 
I componenti ideali, pur rappresentando dispositivi reali, non hanno un vero equivalente fisico dato che si assume che le loro proprietà siano ideali, mentre i componenti reali presentano anche aspetti non ideali, tolleranze rispetto al valore nominale e determinati gradi di non linearità. Per questo motivo, per poter modellare e approssimare il funzionamento di un componente reale tenendo conto degli aspetti non ideali può essere necessario rappresentarlo combinando tra loro più componenti ideali differenti. Per esempio, un induttore ideale è caratterizzato dalla sola induttanza e non presenta né resistenza né capacità ma un induttore fisico reale, come ad esempio una bobina, possiede anche un valore di resistenza e quindi la sua rappresentazione in uno schema a componenti ideali è costituita da un induttore ideale collegato in serie a un resistore ideale così da poter tenere conto degli effetti di entrambe le caratteristiche.
L'analisi dei circuiti elettrici basata sui componenti ideali è utile per comprendere il funzionamento pratico dei circuiti elettrici reali: analizzando e combinando gli effetti risultanti generati dai componenti ideali è possibile stimare il comportamento effettivo reale.

## Tipologie e classificazione
I componenti si possono classificare in diverse categorie; una di queste si basa sul numero di terminali disponibili per i collegamenti con gli altri componenti e distingue tra:
- componenti bipolari, detti bipoli sono i più semplici perché presentano per il collegamento solo due terminali che costituiscono la porta elettrica. Esempi sono le resistenze, i condensatori, gli induttori e i diodi
- componenti multipolari, detti multipoli si collegano agli altri dispositivi tramite coppie di terminali e ogni coppia costituisce una porta elettrica. Per esempio, un trasformatore a tre avvolgimenti è dotato di sei terminali e viene rappresentato in maniera ideale come un elemento a tre porte, ciascuna composta da una coppia di terminali. Gli elementi più comuni di questo tipo sono i componenti a due porte, caratterizzati da due coppie di terminali.

I componenti si possono suddividere anche in:
- componenti attivi o generatori, in grado di generare potenza elettrica, come i generatori di tensione o i generatori di corrente. Tipicamente si usano per modellare batterie e alimentatori. A questa categoria appartengono i
  - generatori controllati in cui la tensione o la corrente generate sono proporzionali alla tensione o alla corrente applicata a un'altra coppia di terminali. Si usano per modellare amplificatori come i transistor, le valvole termoioniche e gli amplificatori operazionali.
- componenti passivi che non sono in grado di generare autonomamente energia, come ad esempio le resistenze, le capacitanze e le induttanze.

Un'ulteriore classificazione è legata alla relazione tra le grandezze elettriche e consente di distinguere tra:
- componenti lineari in cui la relazione tra tensione e corrente è una funzione lineare e si può applicare il principio della sovrapposizione degli effetti. Esempi di componenti lineari sono le resistenze, i condensatori, gli induttori e i generatori controllati lineari. I circuiti composti da soli componenti lineari, detti anche circuiti lineari, non presentano fenomeni come l'intermodulazione e possono essere analizzati tramite tecniche matematiche come la trasformata di Laplace.
- componenti non lineari in cui la relazione tra tensione e corrente è esprimibile tramite una funzione non lineare. Un esempio è il diodo, in cui la corrente è una funzione esponenziale della tensione. I circuiti che comprendono componenti non lineari sono più complessi da analizzare e da progettare e spesso è necessario ricorrere a programmi di simulazione come per esempio SPICE.

## Componenti bipolari
I componenti bipolari o bipoli sono definiti da una relazione costitutiva tra le seguenti variabili di stato di un circuito: 
- corrente {\displaystyle I}
- tensione {\displaystyle V}
- carica elettrica {\displaystyle Q}
- flusso magnetico {\displaystyle \Phi }

### Generatori
Sono definiti due tipi di generatori fondamentali:
- Generatore di corrente, la cui uscita è misurata in ampere: genera corrente in un conduttore tramite variazione della carica elettrica secondo la relazione {\displaystyle dQ=-I\,dt}.
- Generatore di tensione, la cui uscita è misurata in volt: genera una tensione tra due punti tramite variazione del flusso magnetico secondo la relazione {\displaystyle d\Phi =V\,dt}.

Da notare che nel caso del generatore di corrente l'integrale nel tempo della corrente generata {\displaystyle Q} rappresenta la quantità di carica elettrica fornita dal generatore, mentre nel caso del generatore di tensione l'equivalente integrale nel tempo di {\displaystyle \Phi } non sempre rappresenta un'entità fisicamente significativa a seconda della natura del generatore. Per un generatore di tensione a induzione questa quantità ha anche un significato fisico mentre per un generatore di tipo elettrochimico come una pila o per una tensione che è la risultante in uscita di un altro circuito tale quantità non ha un significato fisico ma solo matematico.
Questi componenti sono di tipo non lineare.

### Componenti passivi
Sono definiti tre componenti passivi fondamentali:
- Resistore: ai suoi capi presenta una tensione proporzionale alla corrente che l'attraversa secondo la relazione {\displaystyle dV=R\,dI} dove {\displaystyle R} è la resistenza misurata in ohm.
- Condensatore: produce una corrente proporzionale alla variazione della tensione ai suoi capi secondo la relazione {\displaystyle dQ=C\,dV} dove {\displaystyle C} è la capacità misurata in farad.
- Induttore: produce un flusso magnetico proporzionale alla variazione della corrente che attraversa il componente secondo la relazione {\displaystyle d\Phi =L\,dI} dove {\displaystyle L} è induttanza misurata in henry.

## Componenti a due porte
I componenti a due porte o doppi bipoli sono caratterizzati da una relazione costitutiva a due variabili che descrive il comportamento delle grandezze in gioco sulle porte in uscita in funzione di quello sulle porte in ingresso.

### Generatori controllati
Sono definiti quattro tipi di componenti attivi: 
- Generatore di tensione controllato in tensione (Voltage-controlled voltage source, VCVS): genera una tensione in funzione di un'altra tensione con un determinato guadagno; è caratterizzato da una impedenza in ingresso infinita e un'impedenza in uscita nulla.
- Generatore di corrente controllato in tensione (Voltage-controlled current source, VCCS): genera una corrente in funzione di un'altra tensione con un determinato guadagno; modella ad esempio i transistor a effetto di campo e le valvole termoioniche ed è caratterizzato da impedenza infinita sia in ingresso che in uscita; il guadagno è caratterizzato come una transconduttanza espressa in siemens.
- Generatore di tensione controllato in corrente (Current-controlled voltage source, CCVS): genera una tensione in funzione di una corrente in ingresso con un determinato guadagno; è caratterizzato da una impedenza nulla sia in ingresso che in uscita e si usa come modello per il componente teorico trancitor, che è l'equivalente del transistor ma con riferimento alla capacità invece che alla resistenza (questo tipo di componente elettronico è stato solo teorizzato ma mai realizzato); il guadagno è caratterizzato come una transresistenza espressa in ohm.
- Generatore di corrente controllato in corrente (Current-controlled current source, CCCS): genera una corrente in funzione di una corrente di ingresso con un determinato guadagno; è caratterizzato da un'impedenza in ingresso nulla e un'impedenza in uscita infinita e modella i transistor a giunzione bipolare.

### Componenti passivi
Sono definiti due elementi circuitali passivi, lineari e privi di perdite:
- Trasformatore: è un elemento caratterizzato dalla seguente relazione costitutiva

{\displaystyle {\begin{bmatrix}V_{1}\\I_{2}\end{bmatrix}}={\begin{bmatrix}0&n\\-n&0\end{bmatrix}}{\begin{bmatrix}I_{1}\\V_{2}\end{bmatrix}}}
che esprime il fatto che la tensione presente sulla porta di uscita è proporzionale alla tensione sulla porta in ingresso secondo un rapporto {\displaystyle n}, mentre la corrente sulla porta di uscita è proporzionale alla corrente sulla porta in ingresso secondo un rapporto {\displaystyle 1/n}.
- Giratore: è un elemento caratterizzato dalla seguente relazione costitutiva

{\displaystyle {\begin{bmatrix}V_{1}\\V_{2}\end{bmatrix}}={\begin{bmatrix}0&-r\\r&0\end{bmatrix}}{\begin{bmatrix}I_{1}\\I_{2}\end{bmatrix}}}
che esprime il fatto che la tensione in ingresso viene convertita in una corrente in uscita e, analogamente, la corrente in ingresso viene convertita in una tensione in uscita secondo un fattore {\displaystyle r} che dimensionalmente è una resistenza.
Il giratore è un componente fondamentale nell'analisi circuitale perché è un elemento non reciproco mentre i circuiti realizzati con i componenti lineari elementari possono essere solo di tipo reciproco e non consentono quindi di rappresentare condizioni di non reciprocità. Va osservato che un trasformatore può essere rappresentato anche come cascata di due giratori ma per semplicità non si usa questo schema. In linea di principio, un giratore rende non necessario rappresentare in modo esplicito capacità o induttanza perché una capacità (o induttanza) sulla porta 2 sarebbe l'equivalente di una induttanza (o rispettivamente capacità) sulla porta 1. Nonostante questo capacità e induttanze si mantengono comunque negli schemi perché rappresentano le proprietà ideali dei corrispettivi componenti fisici (trasformatori reali, condensatori e induttori) e un giratore reale richiede in realtà un circuito di tipo attivo.

## Componenti non lineari

Simmetria concettuale tra resistenza, condensatore, induttore e memristore

Tutti i componenti circuitali fisici sono in realtà non lineari e possono essere approssimati con componenti lineari solo fino a un certo punto. Per rappresentare in modo più corretto i componenti passivi si usa una relazione costitutiva piuttosto che le più semplici relazioni proporzionali. A partire da due grandezze qualsiasi si possono definire sei relazioni costitutive e per completare la descrizione questo ha portato a teorizzare un quarto componente passivo, il memristore. Questo componente è un elemento non lineare tempo-variabile che in condizioni lineari e tempo-invarianti si riconduce a un resistore ordinario e per questo motivo non viene utilizzato nei modelli di circuiti lineari tempo-invarianti.
Le relazioni costitutive degli elementi passivi sono quindi definite come:
- resistenza: {\displaystyle f(V,I)=0}
- capacità: {\displaystyle f(V,Q)=0}
- induttanza: {\displaystyle f(\Phi ,I)=0}
- memristenza: {\displaystyle f(\Phi ,Q)=0}

dove {\displaystyle f(x,y)} è una funzione arbitraria a due variabili.
In particolari condizioni, la relazione costitutiva si può semplificare a una funzione a una sola variabile: è il caso di tutti gli elementi lineari ma anche del diodo ideale, che è un resistore non lineare con una relazione costitutiva del tipo {\displaystyle V=f(I)}. Va osservato che i generatori indipendenti di tensione e di corrente in base a questa definizione si possono considerare come resistenze non lineari.
Il quarto componente passivo, il memristore, fu proposto da Leon Chua in una pubblicazione del 1971 ma il primo componente fisico che dimostrò la memristenza fu realizzato solo 37 anni dopo: il 30 aprile 2008 venne annunciato che un gruppo di scienziati degli HP Labs guidato da R. Stanley Williams era riuscito a realizzare un memristore funzionante. Con questo risultato, è diventato possibile realizzare qualsiasi combinazione delle quattro variabili fondamentali.
Sono definiti anche due componenti non lineari speciali usati talvolta nell'analisi ma a cui non corrisponde alcun tipo di componente reale:
- nullatore: definito da {\displaystyle V=I=0}
- noratore: definito come elemento che non impone alcun tipo di restrizioni su tensione e corrente e rappresenta una sorgente infinita.

Questi componenti si usano talvolta per modellare componenti reali con più di due terminali come per esempio i transistor.

## Esempi applicativi
Questi sono alcuni esempi di come si possono rappresentare i dispositivi fisici reali tramite i componenti elettrici:
- In prima approssimazione una batteria si può rappresentare come un generatore di tensione. Un modello più accurato prevede l'aggiunta di una resistenza collegata in serie che rappresenta la resistenza interna della batteria (che è quella che ne causa il riscaldamento e la caduta di tensione durante il funzionamento) e di un generatore di corrente collegato in parallelo per rappresentare la perdita di corrente, che col tempo provoca l'esaurimento della batteria.
- In prima approssimazione, un resistore si può rappresentare con una resistenza. Un modello più accurato prevede anche un'induttanza collegata in serie che rappresenta l'induttanza del conduttore e una capacità in parallelo che modella gli effetti capacitivi legati alla prossimità tra loro dei terminali.
- Un cavo si può rappresentare come una resistenza di valore basso (eventualmente anche con certa induttanza e capacità).
- Per rappresentare i semiconduttori si usano spesso i generatori di corrente: per esempio, in prima approssimazione un transistor bipolare si può rappresentare come un generatore di corrente variabile controllato tramite la corrente in ingresso.